# 岡崎高等師範学校
岡崎高等師範学校（おかざきこうとうしはんがっこう、略称：岡崎高師）は、1945年（昭和20年）4月に愛知県岡崎市に設立された官立高等師範学校（中等学校男子教員養成機関）。名古屋大学教育学部及び同大学院教育発達科学研究科の前身。

## 概要
1945年（昭和20年）4月、東京、広島、金沢に次ぐ全国4番目の高等師範学校として設置された。
通常、高等師範学校には附属学校が置かれるが、1947年（昭和22年）4月に新制の附属中学校が設置されるまで岡崎高師には正規の附属学校が置かれず、代用附属学校が置かれていた。創立後まもなく岡崎空襲による市内の仮校舎移転を経て、戦後は豊川市に校地が置かれた。学制改革に際し、旧制中学校のみならず師範学校の教員養成機能も持っていた高等師範学校と師範学校との校風の違いから、名古屋大学との統合を選択し、豊川市に教養部豊川分校が置かれた。この時、後に愛知学芸大学の母体となった、愛知第一師範学校、愛知第二師範学校、愛知青年師範学校との統合も検討されていた。
一方で、名古屋大学に、戦後、教育学系の学部として新たに教育学部が設置されたが、取得できる教員免許は文系のもののみとなり、理科系の中等教育教員養成の機能は継承されなかった。附属中学校および附属高等学校は、戦後も豊川市に存置されたが、後に名古屋市へ移転し、名古屋大学教育学部附属中学校・高等学校となっている。

## 沿革
1925年（大正14年）、岡崎市の要望から岡崎市出身の衆議院議員・近藤重三郎が、高等師範学校設立の建議案を第50回帝国議会に提出した。この建議案は議会を通過し、翌1926年にも請願が提出されて衆議院で採択されたものの、関東大震災に伴う国家財政の窮迫で実現には至らなかった。
時は経過して1943年（昭和18年）、「教育ニ関スル戦時非常措置ニ関スル件」によって岡崎市立商業学校（現・愛知県立岡崎商業高等学校）を市立工業学校に転換したが、岡崎市には既に愛知県立岡崎工業学校（現・愛知県立岡崎工業高等学校）があったことから両校を統合することになった。この統合で空いた明大寺町栗林の市立岡崎工業学校の校地及び校舎の活用から、高等師範学校の誘致運動が再燃する。折しも戦時下で理科系の中等教員養成が必要となっていたことから、理科系の学科のみを設置する方針をとった。1944年（昭和19年）10月27日、岡崎市議会が工業学校の土地・建物を寄付する内容の議案を可決し、寄付採納願を文部大臣に提出。1945年（昭和20年）2月の帝国議会で高等師範学校設立が可決され、3月19日の閣議で広島女子高等師範学校とともに同年4月1日に開校する運びとなった。
岡崎高師は、仮事務所を愛知第二師範学校内に設置し、早速開校準備に取り掛かった。入試の結果は5月15日に発表され、同年7月2日には第1回生150名が高師校舎に一堂に会した。しかし学徒勤労動員のため学生の大半がその日のうちに帰省し、更に19日未明の岡崎空襲で明大寺町の校舎と愛知二師が全焼してしまう。取り敢えず仮事務所を23日に六名国民学校（現・岡崎市立六名小学校）に移し、針崎町の三菱重工業針崎工場青年学校を仮校舎に同町内の勝鬘寺を仮寄宿舎にそれぞれ充てることとした。30日に第1回入学式を西加茂郡の豊田自動車挙母工場青年学校で執り行い、8月2日には同工場への入所式を挙行。動員作業と講義を始めたのは8月4日からで、開校式は終戦3日前の8月12日に行われた。
終戦後の9月18日に勝鬘寺で入寮式が行われ、寄宿舎は「振風寮」と名づけられた。10月1日には針崎町の仮校舎で始業式が行われたが、その一方で移転先の確保が緊急の課題となった。当初は岡崎市内で移転先を探していたものの思うような場所は見つからず、豊川市牛久保町中代田の豊川海軍工廠工員養成所と宿舎が候補に挙がる。同年11月24日、名古屋軍政部から海軍工廠の使用許可が下り、12月9日に移転した。
1947年（昭和22年）に学制改革が実施されると、岡崎市の学制改革委員会が幼稚園から大学までの教育機関を市内に整備する方針を確認。同時に、豊川市に移転した岡崎高師と愛知二師の市内復帰を推進するとの方針も確認している。一方で、岡崎高師の教授会も新学制に伴う大学昇格を目指して同年6月に「大学建設部」を設置した。同年4月には、文科系学科と附属中学校（現・名古屋大学教育学部附属中学校）を設置し、本来の高等師範学校としての体裁を整えた。1948年（昭和23年）には大学期成同盟会が発足するものの、愛知県が岡崎高師と愛知一師、愛知二師、愛知青年師範を統合して愛知学芸大学にするという構想を立ち上げた。この構想は愛知一師の辞退で立ち消えになったが、同年6月頃には名古屋大学と岡崎高師の合併が検討されていた。
1949年（昭和24年）5月31日、新制名古屋大学開校に伴い同大学に包括され、名古屋大学岡崎高等師範学校に改称した。同年7月1日には、名古屋大学教養部豊川分校が併設されることになり、教養部学生316人が配置された。1950年（昭和25年）、岡崎高等師範学校附属高等学校（現・名古屋大学教育学部附属高等学校）が設置された。1952年（昭和27年）3月25日、第4回卒業式が開かれ、続いて閉校式が執り行われた。

### 年表
- 1945年
  - 3月28日 - 高等師範学校官制中改正（勅令第131号）により設置が決定。
  - 4月1日 - 文部省令第7号により理科の学科を設置。
  - 7月20日 - 米軍による空襲で校舎のほとんどを焼失。
  - 7月23日 - 仮校舎を岡崎市針崎町に置くことを決定。
  - 7月30日 - 第1回入学式を実施。
  - 12月9日 - 豊川市牛久保町に移転。
- 1947年4月1日 - 文科系学科および附属中学校（新制）を設置。
- 1949年
  - 5月31日 - 名古屋大学（新制）に包括され、名古屋大学岡崎高等師範学校と改称。
  - 7月1日 - 名古屋大学教養部豊川分校を併設。
- 1950年4月1日 - 附属高等学校を設置。
- 1952年
  - 3月25日 - 第4回卒業式および閉校式を実施。
  - 4月1日 - 法律第22号により廃止。

## 設置学科
1945年（昭和20年）の設立時には、理科系の数学・物理・化学・生物の各科が設置された。戦後の1947年（昭和22年）より文科系の社会・英語科の2科が設置された。
| -     | 社会科 | 英語科 | 数学科 | 物理科 | 化学科 | 生物科 | 計  |
| ----- | ------ | ------ | ------ | ------ | ------ | ------ | --- |
| 第1回 | -      | -      | 26     | 15     | 38     | 31     | 110 |
| 第2回 | -      | -      | 30     | 33     | 30     | 31     | 124 |
| 第3回 | 35     | 21     | 30     | 31     | 17     | 30     | 164 |
| 第4回 | 30     | 18     | 20     | 16     | 27     | 22     | 133 |
| 計    | 65     | 39     | 106    | 95     | 112    | 114    | 531 |

## 学校関係者と組織

### 同窓会
1949年（昭和24年）3月20日の第1回卒業式から7ヶ月経った同年11月5日、松原益太校長を会長とする同窓会が組織された。同窓会は、のちに「黎明会」という名前に改称した。改称した時期を記した資料は残っていないものの、1951年（昭和26年）12月1日に「黎明会会則」が施行されている。

### 学校関係者一覧

#### 教職員
- 水野敏雄 - 校長（1945年（昭和20年）4月1日 - ）、文部省教学官兼朝鮮総督府視学官
- 森東吾 - 教員、社会学者
- 細谷俊夫 - 教員、教育学者
- 仲新 - 教員、教育学者[15]

#### 出身者
- 田井安曇 - 歌人
- 岩崎宗治 - 英文学者
- 影山健 - 体育学者、市民活動家
- 山田克己 - 津島市長
- 伊藤博 - コーヒー研究家
- 中野光 - 日本生活教育連盟委員長

## 校地
設立当初の校地は愛知県岡崎市明大寺町に置かれた。しかし1945年（昭和20年）7月に米軍による空襲を受け校舎のほとんどを焼失したため、同市針崎町の三菱重工業針崎工場青年学校を仮校舎として使用したのち、同年12月に愛知県豊川市牛久保町の豊川海軍工廠第二工員養成所跡地に移転した。
現在、岡崎市明大寺町の旧校地は愛知教育大学附属岡崎中学校の、豊川市牛久保町の跡地は名古屋大学太陽地球環境研究所の用地となっている。

### 振風寮
岡崎市針崎町の勝鬘寺に仮宿舎を設置した際に、「振風寮」という名前がつけられた。豊川市に移転してからは、豊川海軍工廠の寄宿舎を寮として利用した。1946年（昭和21年）2月2日、振風寮文化部が『自治に就いて』と題する討論会を開催し、自治の機運が高まった。11日には校長に決議文を提出し、翌日から同盟休校を行った。同年、舎監制度から自治寮へと移行した。

## 附属学校
高等師範学校には附属学校が設置されるが、岡崎高師は正規の附属学校が設置されず、代用の附属学校が設置された。
1947年（昭和22年）3月、附属中学校創設準備委員会が設置されたが、学制改革により旧制中学校が廃止となったため、同年4月に3年制の新制中学校を設置した。中学校は豊川海軍工廠の寄宿舎を利用して開校し、同年5月5日に44名が入学した。こうした経緯から、高等学校の設置を求める声も多く、1948年（昭和23年）に豊川市から豊川市立高等学校を代用の高等学校として使用し、将来的に附属高等学校として移管する提案がされた。1949年（昭和24年）には、中学校に隣接する校舎が改修され、市立高等学校が移転した。1950年（昭和25年）の開校に向けて準備が進められていたが、市立高等学校が愛知県立国府高等学校と統合することになったため、4月に市立高等学校の跡に開校した。
両校は1955年（昭和30年）に名古屋市東区の愛知教育大学附属名古屋小学校旧校舎に移転し、1963年（昭和38年）名古屋大学東山キャンパス内の現校地へ移転した。